# Apache Web Services
Das Apache Web Services Projekt ist ein Projekt der Apache Software Foundation, das verschiedene Bibliotheken und Frameworks für das Erstellen von Web Services zur Verfügung stellt.
Zurzeit existieren folgende Unterprojekte:
- Apache Axiom
- Apache Neethi
- Apache Woden
- Apache WSS4J
- Apache XmlSchema